# Хазельберг, Эрнст фон
Эрнст фон Хазельберг (нем. Ernst von Haselberg; 30 октября 1827 года, Штральзунд — 1 сентября 1905 года, там же) — немецкий архитектор.
С 1857 по 1899 год работал городским архитектором в городской строительной администрации Штральзунда. Вместе с Хуго Лемке он написал одну из двух типовых работ о памятниках административных районов Штеттин и Штральзунд. Ушёл в отставку по собственной просьбе 1 июля 1899 года.

## Работы

### Здания
- 1860: Volksschule Tribseer Straße 12 in Stralsund

### Публикации
- Baudenkmäler des Regierungsbezirkes Stralsund. (mehrbändige Publikationsreihe, 1881—1902)
  - Band 1: Kreis Franzburg (1881)
  - Band 2: Kreis Greifswald (1885)
  - Band 3: Kreis Grimmen (1888)
  - Band 4: Kreis Rügen (1897)
  - Band 5: Stadtkreis Stralsund (1902)